# George Cruikshank
George Cruikshank, född 27 september 1792 i London, död 1 februari 1878 i samma stad, var en engelsk karikatyrtecknare, raderare och målare. Han var son till den skotske målaren Isaac Cruikshank.
Cruikshank började sin karriär med att teckna politiska karikatyrer, men gick sedan över till att teckna genrekarikatyrer, som till exempel i sina skisser ur folklivet i London. Han var efter William Hogarth Englands störste mästare i grotesk och satirisk konst, och hans sedeskildringar framställdes med stor medkänsla. Han skapade många illustrationer, bland annat utifrån arbeten av Walter Scott, Charles Dickens och Oliver Goldsmith.

## Karikatyrer och illustrationer

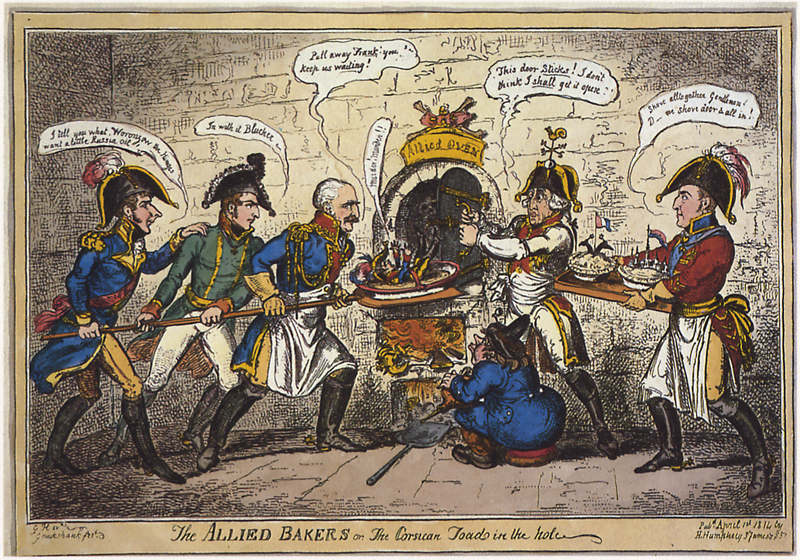
Napoleon, von Blücher och den ryske generalen Vorontsov i De allierade bagarna.

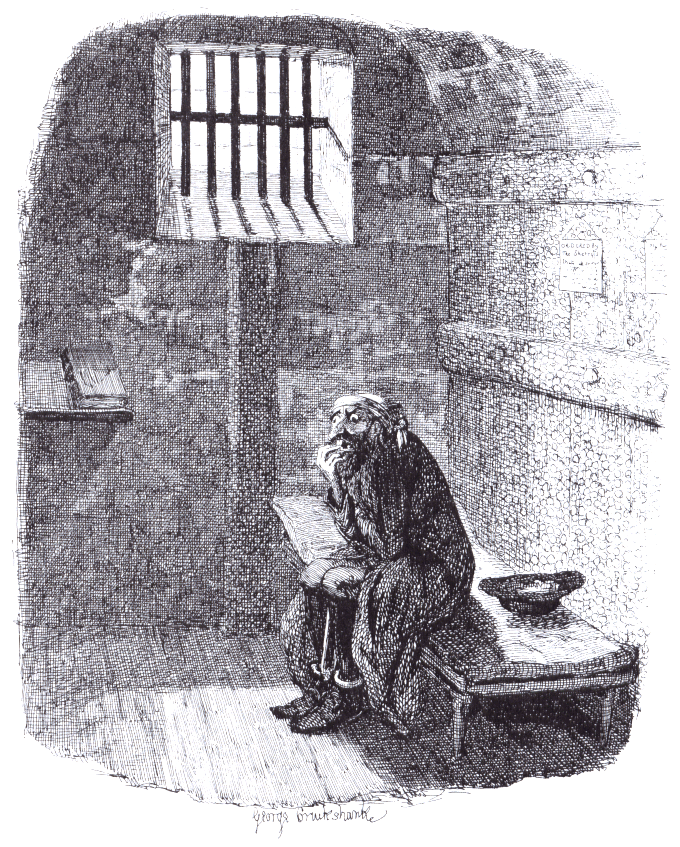
Fagin i den fördömda cellen ur Oliver Twist.

Efter amiral Nelsons död 1805 i slaget vid Trafalgar ritade han Nelsons begravning och ett år senare ritade han karikatyrer av Napoleon och den brittiske kungen Georg III. De följande åren ritade han fler karikatyrer av Napoleon, men hans stora erkännande kom 1819 då han illustrerade satiren "The political house that Jack built" av William Hone, som skapade diskussioner om den så kallade Peterloomassakern 16 augusti 1819. Med illustrationer av Pierce Egans "Life in London" i månatliga utgivningar 1820-1821, kom hans definitiva genombrott.
Cruikshank ritade bilder som attackerade den kungliga familjen och ledande politiker. 1820 fick han en muta på 100 pund för ett löfte om att inte göra omoraliska karikatyrer av kungen. Hans arbeten inkluderade en personifiering av England (John Bull), som utvecklades från omkring 1790 i samarbete med andra satiriska konstnärer, som till exempel James Gillray och Thomas Rowlandson.
Han tecknade sociala karikatyrer av det brittiska vardagslivet för The Comic Almanack (1835-1853) och Omnibus (1842). Senare under karriären gjorde hans illustrationer av Dickens och andra författare att han nådde en internationell publik.
Hans far dog av sin alkoholism 1811 och efter det gick han med i nykterhetsrörelsen. Med inspiration från denna skapade han omslag till texter med moraliska teman, där de mest kända är The Bottle i 8 delar (1847) och fortsättningen The Drunkard's Children i 8 delar (1848) samt med det ambitiösa verket The Worship of Bacchus, som publicerades med signering efter hans oljemålning som numera finns i National Gallery i London.
Cruikshank illustrerade Charles Dickens Sketches by Boz (1836) och Oliver Twist (1838). Den 30 december 1871, publicerade han ett brev i The Times där han krävde ersättning för mycket av handlingen i Oliver Twist. Brevet skapade kontroverser om vem av de två som hade skapat verket. Dickens var författaren men Cruikshank gav många idéer som senare kom med i boken.
Han illustrerade också ungdomsutgåvor av Robinson Crusoe (1831) och Don Quijote (1833)¨.
Han ersatte en av sina största influenser, James Gillray, som Englands populäraste satiriker. Under en generation beskrev han opartiskt Tories, Whigs och radikaler. Han fick det satiriska materialet från alla offentliga händelser som till exempel krig och brittiska fiender (han var mycket patriotisk).